# جمال شقدوحة
جمال شقدوحة (1389- 1427 هـ / 1969- 2006 م) ممثل سوري، اشتَهَر ببرنامج المقالب والكاميرا الخفية (منكم وإليكم والسلام عليكم)، توفي شابًّا بداء السرطان.

## سيرته
وُلد جمال بن خليل بن عبد الرزاق بن إبراهيم بن مصطفى بن خليل بن محمد شَقْدُوحَة في دمشق، يوم الجمعة 10 المحرَّم 1389هـ الموافق 28 مارس (آذار) 1969م، لأسرة ترجع إلى بلدة ببيلا من ريف دمشق.
تخرَّج في المعهد العالي للفنون المسرحية بدمشق. وبدأ مسيرته الفنية في التسعينيات، فشارك في العديد من الأعمال الإذاعية والتلفزية والمسرحية. وعُرف بأدواره الفُكاهية (الكوميدية) المميزة، واشتَهَر ببطولته في برنامج الكاميرا الخفية (منكم وإليكم والسلام عليكم) بالاشتراك مع الممثل زياد سحتوت.
أصيب بمرض السرطان وكان في أبو ظبي، وعانى من جرَّائه طويلًا، وتلقَّى العلاج في ألمانيا ولكن لم يُفلح، حتى توفي فيها.
جمال شقدوحة متزوِّج وله ابن وابنة، هما: عِمران، وغُفران.

## أعماله

### مسلسلات
1. حكايات حكيم الزمان، 1993، إنتاج تلفزيون الرياض.
2. عيلة خمس نجوم، 1994.
3. قريش، 1994.
4. التحقيق: النظَّارة المكسورة، (سهرة تلفازية)، 1994.
5. يوميات مدير عام (الجزء الأول)، 1995.
6. الشجر لا ينبت على الحجر (سهرة تلفازية)، 1996.
7. تمر حنة، 2001.[6]

### مسرحيات
1. حنظلة.
2. الملك هو الملك.
3. المهرِّج.
4. الاستثناء والقاعدة.

### برامج تلفازية
1. منكم وإليكم والسلام عليكم (برنامج الكاميرا الخفية)، الجزء الأول 1993.
2. منكم وإليكم والسلام عليكم (برنامج الكاميرا الخفية)، الجزء الثاني 1995.
3. هوِّنها وتهون، إنتاج تلفزيون أبو ظبي.
4. هلا وغلا.
5. لحظات ضاحكة، تأليف دريد لحَّام، وإخراج نذير عوَّاد.
6. اضحك كَركِر لازم تفكِّر، إنتاج الفضائية اليمنية، وصُوِّر في اليمن.[7]
7. قوس قزح، يجمع نجوم سورية ومصر ولبنان.

### برامج إذاعية
1. الوصاية (مسلسل إذاعي).
2. حكم العدالة (مسلسل إذاعي).[6]

## وفاته
توفي جمال شقدوحة في ألمانيا حيثُ كان يتلقَّى العلاج من داء السرطان، يوم الأحد 13 المحرَّم 1427هـ الموافق 12 فبراير (شُباط) 2006م، عن عمر ناهز ستًّا وثلاثين سنة، ونُقل جُثمانه إلى دمشق وشُيِّع منها إلى قرية ببيلا في ريف دمشق حيث دُفن. وشارك في تشييعه حشدٌ كبير من الفنانين والإعلاميين، فضلًا عن أسرته وأقاربه وأصدقائه.